# Wolf-Dieter Baumgartl
Wolf-Dieter Baumgartl (* 17. August 1943 in Karlsbad; † 10. September 2021) war ein deutscher Versicherungsmanager. Als langjähriger Vorstandsvorsitzender und Aufsichtsratsvorsitzender prägte er die Entwicklung des Versicherungskonzerns Talanx. Zuvor war er Anfang der 1990er Jahre kurzzeitig Vorstandsvorsitzender bei der Aachener und Münchener Beteiligungs AG.

## Werdegang
Zu Ende des Zweiten Weltkrieges wurde er mit seiner Familie aus Westböhmen vertrieben und in Bayern heimisch. Er studierte Rechtswissenschaften an der Friedrich-Alexander-Universität Erlangen-Nürnberg, an der er 1967 das Erste und 1971 das Zweite Staatsexamen ablegte. Anschließend heuerte er bei der später in der Generali Deutschland aufgehenden AachenMünchener an und rückte schnell zum Abteilungsdirektor auf. 1977 wechselte er zur Tochter Thuringia Versicherung, bei der er bis vier Jahre im Vorstand saß. 1981 wechselte er in den Vorstand der Lebenstochter der zwei Jahre zuvor gegründeten Holding Aachener und Münchener Beteiligungs AG (AMB), 1985 wurde er deren Vorstandsvorsitzender. 1988 übernahm er den Vorstandsvorsitz des größeren Sachversicherungszweigs der AMB, der nicht zuletzt durch die von AMB-Chef Helmut Gies initiierten Wachstumskurs durch externe Übernahmen wie etwa dem Kauf der Bank für Gemeinwirtschaft und der Volksfürsorge stark anwuchs. Im Januar 1991 übernahm er den Vorstandsvorsitz bei Deutschlands damals zweitgrößtem Versicherer, wo er dem zum Aufsichtsratsvorsitzenden Gies nachfolgte. 1992 kämpfte er gegen den Einstieg des französischen Versicherungskonzerns Assurances Générales de France, während Gies zusammen mit den anderen Mehrheitsaktionären Dresdner Bank, Allianz und Münchener Rück im Sommer eine Überkreuzbeteiligung erreichte. Im August schied Baumgartl daraufhin aus dem Unternehmen aus, der später am Verkauf der AMB an die Generali beteiligte Wolfgang Kaske folgte ihm an der Unternehmensspitze.
Im April 1993 übernahm Baumgartl den Vorstandsvorsitz beim HDI Haftpflichtverband der Deutschen Industrie. Das seinerzeit angeschlagene Unternehmen unterging unter ihm zunächst einer Konsolidierung, bei der in den folgenden Jahren durch der Verkauf des kriselnden KfZ-Haftplichtgeschäfts sowie der Bündelung des Privatkundengeschäfts sowie die Börsenplatzierung der Rückversicherungstochter Hannover Rück und deren Einstieg ins US-Geschäft über die Tochter Clarendon das Unternehmen stabilisiert wurde. Gleichzeitig wuchs das Unternehmen sowohl organisch durch die Umstellung der Angebotspalette sowie durch Übernahmen insbesondere im internationalen Geschäft – zunächst expandierte HDI nach Italien, später auch in Mittel- und Osteuropa etwa durch den Erwerb des polnischen  Schadenversicherers Tryg Polska. Übernahmen im deutschsprachigen Raum waren gleichzeitig nicht erfolgreich: im Sommer 1999 platzte eine angedachte Fusion zwischen HDI und HUK-Coburg und vier Jahre später scheiterte zunächst die Übernahme des nach den Terroranschlägen am 11. September 2001 angeschlagenen Gerling-Konzerns, die dann zwei Jahre später erfolgreich abgeschlossen wurde. Unterdessen hatte Baumgartl die Versicherungsgruppe neu strukturiert, bei der die Muttergesellschaft in den Hintergrund und die bereits 1996 geschaffene HDI Beteiligungs AG als operative Holding für sämtliche Tochterfirmen unter dem Namen Talanx – als Wortneuschöpfung aus den Begriffen Talent und Phalanx – in den Mittelpunkt rückte. Im Zuge der Neustrukturierung wurde 2005 der Anteil an der Hannover Rück auf 50,2 % reduziert, zugleich schied Baumgartl als Vorstandsvorsitzenden der HDI sowie der Talanx bei den operativen Tochtergesellschaften aus den Vorständen aus und rückte zum jeweiligen Aufsichtsratsvorsitzenden auf. Ab 1993 war Baumgartl Mitglied des Aufsichtsrats der Hannover Rück, dessen Vorsitz er bis zum Jahr 2009 innehatte.
Im Juli 2006 wechselte Baumgartl vom Vorstandsvorsitz in den Aufsichtsrat, wo er Hans-Joachim Funk als Vorsitzender nachfolgte. Der bisherige Finanzvorstand Herbert K. Haas beerbte ihn als Talanx-Chef, diesen unterstützte er bei der fortlaufenden Neustrukturierung des Konzerns nach Kundengruppen und dem 2012 erfolgten Teilbörsengang, der sich aufgrund der Weltfinanzkrise verschoben hatte. Im Mai 2018 gab Baumgartl den Aufsichtsratsvorsitz an Haas ab, dem Torsten Leue an der Spitze des Talanx-Vorstands nachfolgte.